# Shearwater
Shearwater je americká folk-rocková skupina. Původem je z Texasu a vznikla v roce 2001. Do skupiny patří v současné době Jonathan Meiburg, Kimberly Burke a Thor Harris. Mezi bývalé členy skupiny se pak řadí Will Sheff a Howard Draper. Někteří členové dříve působili v podobně zaměřené skupině Okkervil River. Název skupiny odkazuje na mořského ptáka; frontman Johnathan Meiburg vystudoval jako obor ornitologii.
Jonathan Meiburg a Will Sheff, kteří hráli v Okkervil River nebyli spokojeni se stylem skupiny. Připadal jim příliš hlučný a chtěli hrát klidnější muziku. Proto založili vlastní skupinu, ke které se později přidali i další a vznikli tak Shearwater.
První singl skupiny se jmenoval The Dissolving Room. Teprve ale až po jeho vydání se přidal ke skupině bubeník a vibrafonista Thor Harris. Na jeho místě předtím byla Meiburgova bývalá žena.
Postupem času nahrávala skupina nová alba, jako například Everybody Makes Mistakes a Winged Life. Významnou deskou pak je Palo Santo, která byla vydána v květnu 2006 a později se objevila ještě v různých dalších verzích. Posledním albem pak je Rooks, které se objevilo v červnu 2008. První singl, který má stejný název jako celá deska, je k dispozici volně ke stažení.

## Alba
- The Dissolving Room – 2001 / Grey Flat
- Everybody Makes Mistakes – 2002 / Misra
- Winged Life – 2004 / Misra
- Palo Santo – 2006 / Misra
- Rook – 2008